# Nara (piće)
Nara je popularno gazirano bezalkoholno piće koje je proizvodila hrvatska tvrtka Badel 1862 do 2016. godine, a poslije nastavila Radenska. Piće je na tržištu prisutno od 1967. godine.

## Ambalaža
Postoji od 0,5 i 2 litre te u staklenoj ambalaži od 0,25 litara.

## Znak
Njen je dugogodišnji zaštitni znak razigrana djevojčica Nara.